# Elecciones generales de Camboya de 2023
El 23 de julio de 2023 se celebraron las elecciones generales en Camboya para elegir a los miembros de la Asamblea Nacional. Será la séptima elección quinquenal en Camboya desde que se restauraron las elecciones democráticas en 1993. El Partido Popular de Camboya (CPP) ocupa actualmente todos los escaños en el parlamento. El primer ministro Hun Sen buscará otro mandato de cinco años en el cargo.

## Antecedentes
Hun Sen ha sido Primer Ministro de Camboya y sus estados predecesores (la República Popular de Camboya y el Estado de Camboya) desde enero de 1985. Desde el golpe de Estado de 1997, ha consolidado el poder, dando como resultado un gobierno autoritario que culminó con el establecimiento de un sistema de partido único de facto en 2018 después de que la Corte Suprema de Camboya, leal a él, prohibiera el partido de oposición más grande, el Partido de Rescate Nacional de Camboya dirigido por Sam Rainsy y Kem Sokha.
Hun Sen fue respaldado como candidato a primer ministro del CPP para las elecciones de 2023 durante el 43.er Congreso del partido. El Comité Central también aprobó por unanimidad a Hun Manet, el hijo de Hun Sen, como el futuro candidato a primer ministro del partido después de Hun Sen. Hun Sen prometió públicamente quedarse hasta después de las elecciones de 2028, a través de una transición del poder a su hijo entre 2023 y 2028 que no se ha descartado del todo. A pesar de algunas deficiencias, particularmente durante el brote a gran escala a principios de 2021, el gobierno fue ampliamente elogiado por su respuesta al COVID-19, habiendo supervisado un programa de vacunación exitoso, con más del 80 % de la población completamente vacunada, a partir de enero de 2022.
Una disputa pública de alto perfil entre las facciones de Kem Sokha y Sam Rainsy del antiguo Partido de Rescate Nacional de Camboya (CNRP) significó que es poco probable que haya una oposición unida contra el CPP. Las elecciones comunales de 2022, que resultaron en una victoria aplastante esperada para el CPP, fueron vistas como un referente para las elecciones generales. Con base en esos resultados, el CPP proyectó internamente que ganaría 104 escaños o el 83,20 %, y el Partido de la Luz de las Velas ganaría 21 escaños o el 16,80 %. Pero después, el portavoz de CPP, Sok Eysan, dijo que ahora el CPP apuntará al 90% de los escaños o 120 escaños.

## Sistema electoral
La Constitución de Camboya establece que la Asamblea Nacional se elige por períodos de 5 años a través de 25 distritos electorales plurinominales mediante representación proporcional de lista cerrada. Los escaños se asignaron utilizando el método D'Hondt y las elecciones se llevarán a cabo el cuarto domingo de julio.